# Aeroportul Internațional Honiara
Aeroportul Internațional Honiara (IATA: HIR, ICAO: AGGH) este un aeroport din Guadalcanal Province⁠(d), Insulele Solomon ce deservește zona Honiara. A fost deschis în 1942 și numit după Guadalcanal Province⁠(d).
Situat la o altitudine de 9 m, aeroportul dispune de 1 pistă.

## Infrastructură

### Piste
Aeroportul dispune de o singură pistă. Pista are orientarea 06/24.